# Філіпе Луїс Касмірскі
Філіпе Луїс Касмірскі (порт. Filipe Luís Kasmirski, нар. 9 серпня 1985, Жарагуа-ду-Сул) — бразильський футболіст, захисник «Фламенгу» і національної збірної Бразилії.

## Біографія
Філіпе Луїс Касмірскі народився в бразильському муніципалітеті Жарагуа-ду-Сул штату Санта-Катаріна. Філіпе має польське походження, його предки іммігрували з Польщі до Бразилії 1891 року.

### Клубна кар'єра
Філіпе є вихованцем футбольної школи бразильського «Фігейренсе», за основну команду якого Філіпе зіграв 24 матчі та забив 1 м'яч. 2004 року Філіпе був відданий в оренду на один сезон амстердамському «Аяксу». Але в основному складі амстердамців йому так і не вдалося зіграти жодного матчу.

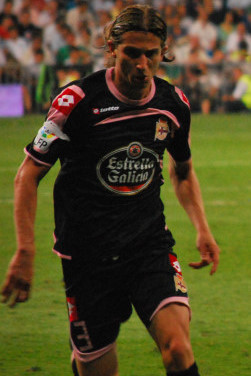
Філіпе під час виступів за «Депортиво». 29 серпня 2009

18 серпня 2005 року Філіпе підписав контракт з уругвайським «Рентістасом», але відразу був відданий в оренду іспанському «Реалу» з Мадрида. Однак Філіпе довелося виступати цілий рік за «Реал Мадрид Кастілья», другу команду «Реала». Повернувшись з оренди, Філіпе був знову відданий в оренду в іспанський клуб, цього разу у «Депортиво». Провівши відмінний сезон за «Депортіво», іспанський клуб вирішив продовжити оренду ще на один сезон.
10 червня 2008 року «Депортіво» за 2,2 млн євро викупило права у «Рентістаса» на Філіпе та підписало з ним контракт на п'ять років. Ставши повноцінним гравцем клубу, Філіпе став єдиним гравцем своєї команди, який зіграв всі 38 матчі в чемпіонаті Іспанії сезону 2008/2009, Філіпе також відзначився двома забитими м'ячами.
23 січня 2010 року в матчі проти «Атлетік Більбао», після зіткнення з воротарем суперника Горкою Іраїсосом Філіпе отримав важку травму — перелом малогомілкової кістки та вивих гомілковостопного суглоба.
23 липня 2010 року «Депортіво» та «Атлетіко Мадрид» домовилися про перехід Філіпе до табору клубу з Мадрида. Сума трансферу склала 13,5 млн євро. У складі нової команди Філіпе став володарем Кубка Іспанії, переможцем Ліги Європи та дворазовим володарем Суперкубка УЄФА. Провів за мадридський клуб 127 матчів в національному чемпіонаті.
18 липня 2014 року грвець уклав трирічний контракт з лондонським «Челсі», який заплатив за гравця його попередньому клубу 15,8 мільйонів фунтів. Проте у Лондоні Філіпе Луїс не став гравцем основного складу команди і провів за сезон лише 26 матчів, з яких лише 15 у Прем'єр-лізі.
Влітку 2015 року було оглошено, що бразилець не входить до планів тренерського штабу «Челсі», і він повернувся до мадридського «Атлетіко» на умовах, які розголошені не були. У добре знайомій йому команді захисник повернув собі місце у стартовому складі. 2016 року допоміг команді дійти фіналу Ліги чемпіонів, а за рік удруге у своїй кар'єоі став у складі «Атлетіко» переможцем Ліги Європи.

### Кар'єра в збірній
2005 року Філіпе виступав за молодіжну збірну Бразилії на молодіжному чемпіонаті світу 2005 року, на якому його збірна зайняла третє місце. Всього на молодіжному рівні зіграв у 23 офіційних матчах, забив 7 голів.
На початку серпня 2009 року Філіпе був викликаний в збірну Бразилії на товариський матч проти Естонії, який повинен був відбутися 12 серпня в Таллінні. У збірній Філіпе замінив травмованого захисника Марсело, який виступав за мадридський «Реал». Але в матчі, в якому бразильці перемогли з рахунком 0:1, Філіпе так і не зіграв.
Дебютувати у збірній Філіпе вдалося 15 жовтня в останньому матчі відбіркового турніру до чемпіонату світу 2010 року, при цьому головний тренер бразильців, Дунга, довірив Філіпе місце в основному складі з перших хвилин. У кінцівці матчу Філіпе був замінений, замість нього на 75-ій хвилині вийшов півзахисник Алекс. Гра завершилася внічию 0:0.
У складі збірної був учасником домашнього розіграшу Кубка конфедерацій 2013 року, на якому виграв золоті медалі турніру, щоправда на поле жодного разу так і не вийшов.
Регулярно виходити на поле у складі збірної почав 2014 року, проте у тогорічному чемпіонаті світу участі не брав.
Проте вже був основним оборонцем бразильців на Кубку Америки 2015 і  «Столітньому» Кубку Америки 2016 років. На обох турнірах відіграв в усіх матчах своєї команди, яка в обох випадках виступила невдало — вибула з боротьби відповідно на стадії чвертьфіналів і на груповому етапі.
У травні 2018 року був включений до заявки збірної Бразилії для участі у тогорічному чемпіонаті світу. 
| Дата       | Місто          | Господарі | Результат | Гості     | Турнір                            | Голи | Примітки |
| ---------- | -------------- | --------- | --------- | --------- | --------------------------------- | ---- | -------- |
| 14-10-2009 | Кампу-Гранді   | Бразилія  | 0 – 0     | Венесуела | Відбір до ЧС 2010                 | -    | 75'      |
| 6-2-2013   | Лондон         | Англія    | 2 – 1     | Бразилія  | товариський матч                  | -    | 70'      |
| 21-3-2013  | Женева         | Італія    | 2 – 2     | Бразилія  | товариський матч                  | -    | 70' 77'  |
| 2-6-2013   | Ріо-де-Жанейро | Бразилія  | 2 – 2     | Англія    | товариський матч                  | -    | 46'      |
| 5-9-2014   | Маямі-Ґарденс  | Бразилія  | 1 – 0     | Колумбія  | товариський матч                  | -    |          |
| 9-9-2014   | Іст-Ратерфорд  | Бразилія  | 1 – 0     | Еквадор   | товариський матч                  | -    |          |
| 11-10-2014 | Пекін          | Бразилія  | 2 – 0     | Аргентина | Суперкласіко де лас Амерікас 2014 | -    |          |
| 14-10-2014 | Сінгапур       | Японія    | 0 – 4     | Бразилія  | товариський матч                  | -    |          |
| 12-11-2014 | Стамбул        | Туреччина | 0 – 4     | Бразилія  | товариський матч                  | -    |          |
| 18-11-2014 | Відень         | Австрія   | 1 – 2     | Бразилія  | товариський матч                  | -    |          |
| Усього     |                | Матчів    | 10        |           | Голів                             | 0    |          |

## Титули і досягнення

### Гравець
Депортіво (Ла-Корунья)
- Володар Кубка Інтертото: 2008

Атлетіко Мадрид
- Чемпіон Іспанії: 2013-14
- Володар кубка Іспанії: 2012–13
- Володар Суперкубка Іспанії: 2014
- Фіналіст суперкубка Іспанії: 2013
- Володар Ліги Європи УЄФА: 2011–12, 2017–18
- Володар Суперкубка УЄФА: 2010, 2012
- Фіналіст Ліги чемпіонів УЄФА: 2013–14, 2015–16

Челсі
- Чемпіон Англії: 2014-15
- Володар кубка Футбольної ліги: 2014–15

Фламенгу
- Чемпіон Бразилії: 2019, 2020
- Володар кубка Лібертадорес: 2019, 2022
- Переможець Ліги Каріока: 2019, 2020, 2021
- Володар Рекопи Південної Америки: 2020
- Володар Суперкубка Бразилії: 2020, 2021
- Володар Кубка Бразилії: 2022

Збірна Бразилії з футболу
- Володар Кубка конфедерацій: 2013
- Переможець Суперкласіко де лас Амерікас: 2014, 2018
- Володар Кубка Америки: 2019

### Тренер
- Володар Кубка Бразилії: 2024
- Володар Суперкубка Бразилії: 2025